# Liste der Naturdenkmale in Neckargerach
| Naturdenkmale | Anzahl |
| ------------- | ------ |
| FND           | 1      |
| END           | 8      |
| Gesamt        | 9      |

Die Liste der Naturdenkmale in Neckargerach nennt die verordneten Naturdenkmale (ND) der im baden-württembergischen Neckar-Odenwald-Kreis liegenden Gemeinde Neckargerach. In Neckargerach gibt es insgesamt neun als Naturdenkmal geschützte Objekte, davon ein flächenhaftes Naturdenkmal (FND) und acht Einzelgebilde-Naturdenkmale (END).
Stand: 1. November 2016.

## Flächenhafte Naturdenkmale (FND)
| Name                     | Bild | Kennung     | Einzelheiten | Position | Fläche Hektar | Datum         |
| ------------------------ | ---- | ----------- | ------------ | -------- | ------------- | ------------- |
| Gickelsfelsen            |      | 82250641501 | Neckargerach | ⊙        | 1,0           | 15. Sep. 1989 |
| Legende für Naturdenkmal |      |             |              |          |               |               |

## Einzelgebilde (END)
| Name                                        | Bild | Kennung     | Einzelheiten | Position | Fläche Hektar | Datum        |
| ------------------------------------------- | ---- | ----------- | ------------ | -------- | ------------- | ------------ |
| Eiche                                       |      | 82250641505 | Neckargerach | ???      | 0,0           | 1. März 1984 |
| Eiche                                       |      | 82250641507 | Neckargerach | ???      | 0,0           | 1. März 1984 |
| Elsbeere im LSG „Wacholderheide Eisenbusch“ |      | 82250641501 | Neckargerach | ???      | 0,0           | 1. März 1984 |
| Flatterulme                                 |      | 82250641503 | Neckargerach | ???      | 0,0           | 1. März 1984 |
| Linde                                       |      | 82250641502 | Neckargerach | ???      | 0,0           | 1. März 1984 |
| Linde                                       |      | 82250641504 | Neckargerach | ???      | 0,0           | 1. März 1984 |
| Verlobungseiche                             |      | 82250641506 | Neckargerach | ???      | 0,0           | 1. März 1984 |
| Wildbirne                                   |      | 82250641508 | Neckargerach | ???      | 0,0           | 1. März 1984 |
| Legende für Naturdenkmal                    |      |             |              |          |               |              |